# Ferrari 400 Superamerica
Der Ferrari 400 Superamerica ist ein von 1959 bis 1964 in zwei Serien gebauter Sportwagen des italienischen Automobilherstellers Ferrari, der zur Ferrari-America-Reihe gehört. Der 400 Superamerica war als Cabriolet und Coupé mit verschiedenen, im Regelfall von Pininfarina gestalteten Karosserien erhältlich und konnte auf Kundenwunsch werksseitig individualisiert werden.

## Entstehungsgeschichte
In den 1950er-Jahren hatte Ferrari für verschiedene Märkte unterschiedliche Baureihen von Straßensportwagen im Programm. Vor allem für den europäischen Markt gab es die Ferrari-250-Reihe, die mit verschiedenen Varianten eines kurz bauenden, von Gioacchino Colombo konstruierten Zwölfzylindermotors mit etwa 3000 cm³ Hubraum ausgestattet war. Einige Mitglieder dieser Modellfamilie wurden in dreistelligen Stückzahlen produziert und dokumentierten damit Ferraris Wandel vom Spezialisten zum Serienhersteller. Ferraris Volumenmodell war ab 1958 der Ferrari 250 GT Coupé, der 1960 vom 250 GT 2+2 abgelöst wurde. Auf dem wirtschaftlich wichtigen nordamerikanischen Markt hingegen stießen diese Autos mit ihren kleinen, hochgezüchteten Motoren kaum auf Interesse; dort waren in erster Linie große, hubraumstarke Motoren gefragt. Deshalb hatte Ferrari neben der 250-Reihe regelmäßig auch große, besonders leistungsstarke Modelle im Programm, die nur in sehr geringen Stückzahlen entstanden und überwiegend nach Übersee exportiert wurden. Sie dienten vor allem dem Prestige- und Imagegewinn. Diese exklusive Aufgabe erfüllten nacheinander der 342 America (1952–1953), der 375 America (1953–1954) und der 410 Superamerica (1955–1959). Sie alle wurden von großen, sehr starken Long-Block-Zwölfzylindern angetrieben, die auf eine Konstruktion von Aurelio Lampredi zurückgingen. Zum Herbst 1959 erschien mit dem 400 Superamerica ein neues Fahrzeug in dieser Reihe, das ungeachtet seiner ähnlichen Modellbezeichnung eine umfassende Neuentwicklung war.
Der erste Prototyp mit dem neuen Motor des 400 Superamerica erschien im November 1959 auf dem Turiner Autosalon. Ab 1960 wurde der 400 Superamerica zunächst als Cabriolet mit Pininfarina-Karosserien ausgeliefert, ab 1961 kamen geschlossene Versionen von Pininfarina hinzu. Ferrari baute zwei Serien (1959 bis 1962 einer- und 1962 bis 1964 andererseits), die sich vor allem in den Abmessungen voneinander unterscheiden. Nachfolger des 400 Superamerica war der aus dem Superfast IV entwickelte Ferrari 500 Superfast, der 1964 auf den Markt kam.

## Nomenklatur
Die Modellbezeichnung des 400 Superamerica weicht von der seinerzeit bei Ferrari üblichen Systematik ab. Anders als bei den sonstigen Modellen bestimmt sich der Zahlencode hier nicht nach dem (gerundeten) Hubraum eines einzelnen Zylinders, sondern aus dem Zehntel des Gesamthubraums. Der bereits bei den Vorgängern verwendete Zusatz Superamerica dokumentierte den vorrangigen Absatzmarkt dieser Baureihe.

## Modellbeschreibung

### Chassis und Fahrwerk
Der Ferrari 400 Superamerica hat einen Rahmen aus verschweißten Stahlrohren. Seine Konstruktion ähnelt der des Vorgängermodells 410 Superamerica. Die Rahmenkonstruktion wird werksintern als Tipo 538 bezeichnet; den gleichen Rahmen hat das Einzelstück Superfast II.
Die vorderen Räder sind einzeln aufgehängt. Vorn sind es Doppelquerlenker und Schraubenfedern, hinten gibt es eine Starrachse mit Längsblattfedern und zwei Längslenkern. Vorn und hinten sind jeweils hydraulische Teleskopstoßdämpfer eingebaut. Rundum hat der Wagen servounterstützten Scheibenbremsen.
Der Radstand der ersten 400-Superamerica-Serie ist mit 2420 mm deutlich kürzer als der des parallel produzierten Volumenmodells 250 GT 2+2 (2600 mm). Dadurch wirkt der 400 Superamerica „gedrungener und kraftvoller“. Mit Einführung der zweiten Serie zum Modelljahr 1962 verlängerte Ferrari den Radstand des 400 Superamerica auf 2600 mm, sodass die Abmessungen nun mit denen der Volumenmodelle übereinstimmten.

### Motor
Anders als seine Vorgänger wird der 400 Superamerica nicht mehr von einer Variante des Lampredi-Long-Block-Motors angetrieben. Vielmehr erhielt der 400 Superamerica einen neu konstruierten Motor, der als Kombination aus Colombo- und Lampredi-Merkmalen beschrieben wird.
Der neue, intern als Tipo 163 bezeichnete Motor ist ein Zwölfzylinder-V-Motor mit einem Bankwinkel von 60 Grad. Er hat einen Hubraum von 3967,44 cm³ (Bohrung × Hub: 77 × 71 mm). Jeder Zylinder hat ein Ein- und ein Auslassventil. Sie werden von einer obenliegenden Nockenwelle pro Zylinderreihe gesteuert. Es gibt eine Zündkerze für jeden Zylinder. Das Verdichtungsverhältnis beträgt 8,8 : 1. Die Gemischaufbereitung übernehmen drei Weber-Doppelvergaser. Die Motorleistung wurde zunächst mit 294 kW (400 PS) bei 6750/min angegeben; spätere Versionen leisten 250 kW (340 PS) bei 7000/min. Die Kraftübertragung übernimmt ein handgeschaltetes Vierganggetriebe mit Overdrive.
Der Tipo-163-Motor wurde abgesehen vom 400 Superamerica auch in einigen anderen Ferrari-Modellen eingesetzt, unter anderem in den Rennsportwagen 330TRI und 330 GTO. Im Winter 1961/62 wurden außerdem drei Prototypen des kommenden Straßensportwagens 330 America mit dem Tipo 163 ausgestattet; in die Serienversionen hielt er aber nicht Einzug: Sie erhielten den gleich großen, aber in wesentlichen Teilen neu konstruierten Tipo 209.

### Karosserien

#### Pininfarina Cabriolets

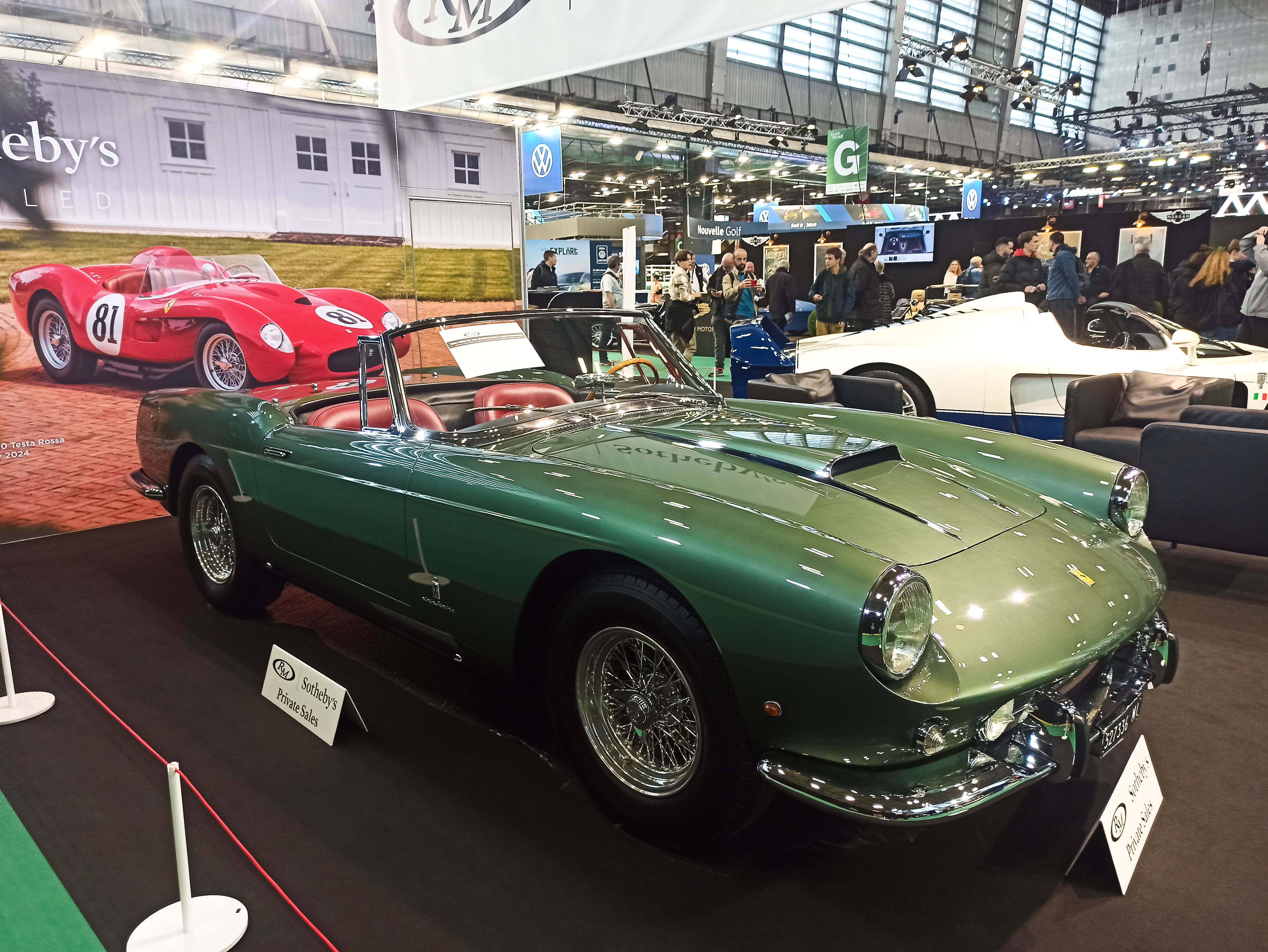
Ferrari 400 Superamerica Cabriolet (Fahrgestellnummer 1945)

Der Ferrari 400 Superamerica wurde anfänglich nur als Cabriolet hergestellt. Seine Serienproduktion begann 1960. 
Das Karosseriedesign lehnte sich an den von Sergio Scaglietti entworfenen 250 GT Spyder California an, der zur gleichen Zeit produziert wurde und der als einer der attraktivsten Straßensportwagen in der Geschichte Ferraris angesehen wird. Die Dimensionen stimmten anfangs weitgehend überein. Der 250 GT Spyder California war seit 1960 mit kurzem Radstand (2400 mm) erhältlich, der dem des 400 Superamerica entsprach. Erst als Ferrari mit der Einführung der zweiten Serie des 400 Superamerica den Radstand dieses Modells auf 2600 mm verlängerte, wichen der schwächere und der stärkere offene Ferrari äußerlich wieder voneinander ab.
Insgesamt entstanden etwa zehn 400 Superamerica Cabriolets, sechs davon mit dem kurzen Radstand der ersten Serie.

#### Pininfarina Coupé Aerodinamico
1961 erschien eine geschlossene Version des 400 Superamerica. Sie war stilistisch von dem Show Car Ferrari Superfast II abgeleitet, das Pininfarina auf dem Turiner Autosalon 1960 gezeigt hatte. Der Karosseriekörper des 400 Superamerica ist weitestgehend mit dem des Superfast II identisch; lediglich die vorderen Klappscheinwerfer des Konzeptfahrzeugs gingen nicht in die Serienversion über. 
Die geschlossene Version des 400 Superamerica wurde als Coupé Aerodynamico bezeichnet. Sie ist als zweitüriges Coupé mit Semi-Fließheck gestaltet. Die Kofferraumlinie fällt nach hinten bis auf die Linie der Stoßstangen ab, in die oval eingefasste Heckleuchten eingebettet sind. Die Wagenflanken haben eine waagerecht verlaufende Lichtkante.
Die Fahrzeuge der ersten Serie waren mit unterschiedlichen Frontpartien erhältlich. Ein Großteil der Autos – eine Quelle spricht von acht Fahrzeugen – hat zurückgesetzte, mit einer Acrylglasabdeckung verdeckte Frontscheinwerfer und eine ovale Verkleidung des Kühllufteinlasses; die übrigen Autos wurden mit offenen, weiter nach vorn gezogenen Scheinwerfern und einer waagerechten Kühlluftöffnung ausgeliefert. Bei einem Teil der Fahrzeuge mit verdeckten Scheinwerfern sind die Hinterräder im oberen Bereich mit einer in Wagenfarbe lackierten Verkleidung abgedeckt. 
Die Coupés der zweiten Serie wurden ausschließlich ohne seitliche Verkleidung der Hinterräder ausgeliefert.

#### Scaglietti-Versionen
Der in Maranello ansässige Karosseriehersteller Scaglietti baute 1960 und 1962 je einen 400 Superamerica mit eigenständiger Karosserie. Beide Fahrzeuge basieren auf dem kurzen Chassis der Serie 1.
1960 entstand auf dem Fahrgestell 2311SA ein zweisitziger Spider mit weit zurückversetzten Scheinwerfern, die von einer Acrylglasverkleidung abgedeckt sind. Die Karosserie entsprach nahezu in allen Details dem Aufbau des 250 GT Spyder California, der von 1957 bis 1963 in etwa 105 Exemplaren bei Scaglietti gebaut wurde. Das Auto entstand im Auftrag von Michel Paul Cavallier, einem französischen Unternehmer, der es nach drei Jahren an den britischen Ferrari-Händler Maranello Concessionaires verkaufte. Das Auto ging durch zahlreiche Hände und befindet sich seit 1986 in den USA.
1962 baute Scaglietti auf dem Fahrgestell 3673SA ein zweitüriges Fließheckcoupé, dessen Aufbau sich stilistisch an dem des Ferrari 250 GTO orientierte.

## Besondere Varianten

### Gianni Agnellis Prototyp
Eine besondere Variante des Ferrari 400 Superamerica ist der 1960 für Gianni Agnelli hergestellte Wagen mit der Fahrgestellnummer 1517SA. Das Auto entspricht technisch den Serienmodellen, hat aber eine eigenständige Karosserie von Pininfarina, deren Design als „eine Mischung althergebrachter und moderner Details“ beschrieben wird. Das Fahrzeug ist als Stufenheckcoupé gestaltet und hat eine senkrechte Frontpartie mit Doppelscheinwerfern und einer annähernd quadratischen Kühlluftöffnung, die mit einem verchromten Gitter verkleidet ist. Ein besonderes Merkmal sind die Panoramawindschutzscheibe und die leichte Stufe in den hinteren Kotflügeln. Der Wagen wurde im November 1959 auf dem Turiner Autosalon gezeigt. Er war das erste Modell mit der Technik des 400 Superamerica. Im Laufe der Jahre wurde der Wagen mehrfach verkauft. Zeitweise gehörte er der Schauspielerin Anita Ekberg, einer Lebensgefährtin Gianni Agnellis. Seit 1969 steht er in den USA.
1961 ließ Agnelli eine identische Pininfarina-Karosserie mit dem Chassis des Maserati 5000 GT verbinden (Fahrgestellnummer AM-103-008). Das Auto fuhr in den folgenden Jahren ohne jedes Markenemblem. Auch dieser Wagen existiert noch; er steht bei einem Sammler in den USA.

### Superfast-Modelle
Pininfarina leitete vom 400 Superamerica mehrere Show Cars ab, die in den frühen 1960er-Jahren unter der Bezeichnung Ferrari Superfast gezeigt wurden.

## Produktion
Der genaue Produktionsumfang des 400 Superamerica ist nicht zweifelsfrei geklärt. Gesichert sind zwei Fahrzeuge mit Scaglietti-Karosserien. Bezüglich der Pininfarina-Modelle finden sich in der Literatur wiederholt variierende Detailangaben. Am weitesten verbreitet ist folgende Aufteilung:
| Produktionszahlen Ferrari 400 Superamerica Pininfarina | Produktionszahlen Ferrari 400 Superamerica Pininfarina | Produktionszahlen Ferrari 400 Superamerica Pininfarina | Produktionszahlen Ferrari 400 Superamerica Pininfarina | Produktionszahlen Ferrari 400 Superamerica Pininfarina |
| ------------------------------------------------------ | ------------------------------------------------------ | ------------------------------------------------------ | ------------------------------------------------------ | ------------------------------------------------------ |
|                                                        | Serie 1 SWB                                            | Serie 1 SWB                                            | Serie 2 LWB                                            | Serie 2 LWB                                            |
|                                                        | Cabriolet                                              | Coupé                                                  | Cabriolet                                              | Coupé                                                  |
| 1959                                                   |                                                        | 1                                                      |                                                        |                                                        |
| 1960                                                   | 6                                                      |                                                        |                                                        |                                                        |
| 1961                                                   |                                                        | 25                                                     |                                                        |                                                        |
| 1962                                                   |                                                        | 25                                                     | 1                                                      | 18                                                     |
| 1963                                                   |                                                        |                                                        | 3                                                      | 18                                                     |
| 1964                                                   |                                                        |                                                        |                                                        | 18                                                     |

## Technische Daten
| Technische Daten Ferrari 400 Superamerica |                                                              |                                                              |
| Ferrari                                   | 400 Superamerica S I                                         | 400 Superamerica S II                                        |
| Motor                                     | 12-Zylinder-V-Motor (Viertakt), Gabelwinkel 60°, vorne längs | 12-Zylinder-V-Motor (Viertakt), Gabelwinkel 60°, vorne längs |
| Motortyp                                  | n. a.                                                        | n. a.                                                        |
| Hubraum                                   | 3967 cm³                                                     | 3967 cm³                                                     |
| Bohrung × Hub                             | 77 × 71 mm                                                   | 77 × 71 mm                                                   |
| Leistung bei 1/min                        | 294 kW (400 PS) bei 6750                                     | 250 kW (340 DIN–PS) bei 7000                                 |
| Max. Drehmoment bei 1/min                 | 412 Nm bei 4000                                              | 343 DIN–Nm bei 5000                                          |
| Verdichtung                               | 9,8:1                                                        | 8,8:1                                                        |
| Gemischaufbereitung                       | 3 Fallstrom-Doppelvergaser Weber 46DCF3                      | 3 Fallstrom-Doppelvergaser Weber 40DCL6                      |
| Ventilsteuerung                           | OHC, Antrieb über Kette                                      | OHC, Antrieb über Kette                                      |
| Kühlung                                   | Wasserkühlung                                                | Wasserkühlung                                                |
| Getriebe                                  | 5-Gang-Getriebe Hinterradantrieb                             | 5-Gang-Getriebe Hinterradantrieb                             |
| Radaufhängung vorn                        | Doppelquerlenkerachse, Schraubenfedern                       | Doppelquerlenkerachse, Schraubenfedern                       |
| Radaufhängung hinten                      | Starrachse, halbelliptische Blattfedern                      | Starrachse, halbelliptische Blattfedern                      |
| Bremsen                                   | Dunlop-Scheibenbremsen rundum, Servo                         | Dunlop-Scheibenbremsen rundum, Servo                         |
| Lenkung                                   | Schnecke und Rolle                                           | Schnecke und Rolle                                           |
| Karosserie                                | Aluminium auf Elliptikrohrrahmen                             | Aluminium auf Elliptikrohrrahmen                             |
| Spurweite vorn/hinten                     | 1359/1400 mm                                                 | 1395/1390 mm                                                 |
| Radstand                                  | 2420 mm                                                      | 2600 mm                                                      |
| Abmessungen                               | 4300 × 1680 × 1310 mm                                        | 4670 × 1770 × 1300 mm                                        |
| Leergewicht                               | 1280 kg                                                      | 1450 kg                                                      |
| Höchstgeschwindigkeit                     | 300 km/h                                                     | 265 km/h                                                     |
| 0–100 km/h                                | nicht angegeben                                              | nicht angegeben                                              |
| Verbrauch (Liter/100 Kilometer)           | ca. 20 S                                                     | ca. 20 S                                                     |
| Preis                                     | auf Anfrage (1960)                                           | ca. DM 84.000 (1963)                                         |